# Курочкин, Виктор Алексеевич
Ви́ктор Алексе́евич Ку́рочкин (1 января 1957, Куйбышев — 4 декабря 2014, Самара) — советский и российский театральный режиссёр; Заслуженный деятель искусств РФ (2002).

## Биография
После окончания (в 1981) Куйбышевского государственного института культуры (курс А. Т. Золотухина) в 1982 г. организовал театр-студию «Куйбышевский молодёжный театр» и до 1985 г. был его режиссёром. В 1990—1993 годах руководил театром-студией ВАЗа (г. Тольятти).
В 1997—2002 и в 2008—2012 гг. — художественный руководитель и главный режиссёр Сызранского драматического театра им. А. Н. Толстого. Преподавал в Самарской государственной академии культуры и искусств, доцент кафедры актёрского искусства.
Инициировал создание театральной студии на базе Сызранского колледжа искусств и культуры им. О.Носцовой.
Член Правления Самарской областной организации Союза театральных деятелей России.
В последние годы работал преподавателем кафедры Режиссуры театрализованных представлений и праздников Самарской государственной академии культуры и искусств.

### Семья
Жена: Ирина Курочкина, две дочери, сын.

## Творчество

### Театральные постановки
| Камерный Музыкалтный Театр Республики Адыгея имени Адама Асхадовича Ханаху : "Моя прекрасная леди" - мюзикл в двух актах по пьесе Д.Б.Шоу "Пигмалион" . (2002г.) театр-студия «Куйбышевский молодёжный театр» - «Брысь, костлявая, брысь!» С. Шальтяниса - «Плохая квартира» В. Славкина Куйбышевский театр драмы - «Яма» по повести А. И. Куприна театр-студия ВАЗа (г. Тольятти) - «Свадьба Фигаро» П. Бомарше - «Утренняя жертва» В. Малягина - «Красный уголок» М. Розовского | Сызранский драматический театр им. А. Толстого - «Продаётся японское пальто из парашютного шёлка» А. Маслюковой (1987) - «Эн, де, труа!» по мотивам «Кота в сапогах» Ш. Перро - «Встать! Смирно! На пле-чо!..» по В. Славкину - «Старомодный коктейль» по киноповести «Уступи место завтрашнему дню» В. Дельмар - «Сильвия» А. Гёрни - «Сирано де Бержерак» Э. Ростана - «Вишнёвый сад» А. П. Чехова - «Татуированная роза» Т. Уильямса - «Шутки в глухомани» И. Муренко - «Отцы и дети» по роману И. С. Тургенева - «Мой бедный Марат» А. Арбузова - «Мечта» В. Ткачука по повести «Алые паруса» А. Грина - «Клетка-Любовь» по пьесам «Любовь» и «Лестничная клетка» Л. Петрушевской - «Наши» по роману «Бесы» Ф. Достоевского - «Сёстры милосердия» по роману И. Фёдоровой (2012) |

## Награды и признание
- Заслуженный деятель искусств РФ (2002)
- городская премия «Признание» (Сызрань)
- специальный приз жюри губернского конкурса «Самарская театральная муза» (2012)[3]
- почётная грамота Министерства культуры РФ (2012) — за большой вклад в развитие культуры и многолетнюю плодотворную работу[4].